# Syv-et
|  | Denne artikel er oprettet af botten PalnaBot ud fra en ekstern database. Den kan derfor have sproglige fejl eller mangler. Denne skabelon kan fjernes efter kontrol af indholdet. |

Syv-et er en kortfilm fra 1990 instrueret af Frans Bauhaus efter manuskript af Frans Bauhaus.

## Handling
Herluf er vild med fodbold. Han synes selv, at han burde være centerforward på A-holdet, men må nøjes med at være linievogter, når de bedste spiller. Den lidt naive Herluf bor i Vestjylland, og en dag lokker de andre ham ud i en ond spøg. De får sendt ham til kamp på B-holdet på en bane helt ude ved havet. Der er bare det ved det, at kampen ikke spilles. Det rører dog ikke Herluf, der gennemfører kampen ene mand og triumferende vender hjem til de andre: "Vi vandt 7-1, og jeg scorede 5 mål!"